# Емералд (Висконсин)
Емералд (енгл. Emerald) насељено је место без административног статуса у америчкој савезној држави Висконсин.

## Демографија
По попису из 2010. године број становника је 161.
| Група             | 2000.    | 2010.       |
| Белци             | 0 (0,0%) | 139 (86,3%) |
| Афроамериканци    | 0 (0,0%) | 0 (0,0%)    |
| Азијати           | 0 (0,0%) | 7 (4,3%)    |
| Хиспаноамериканци | 0 (0,0%) | 15 (9,3%)   |
| Укупно            | 0        | 161         |